# Zábul
Provincie Zábul (paštunsky د زابل ولایت‎, persky ولایت زابل‎) je jednou z 34 afghánských provincií s většinovou populací Paštúnů, která vznikla v roce 1963 odtržením od provincie Kandahár. Hlavním městem je město Kalát. Provincie Zábul je jednou z pohraničních provincií hraničící na severu s provincií Orúzgán, na jihu s provincií Kandahár, na západě s provincií Ghazní a na východě s provincií Paktika. Na jihovýchodě hraničí s Pákistánem. Povrch provincie z 41 % pokrývají hory.